# Imelda Miller
Imelda María Mézquita Pérez (Mérida, Yucatán; 15 de septiembre de 1940), conocida como Imelda Miller, es una cantante mexicana. Ganó el primer lugar en el Festival OTI 1973 con la canción Qué alegre va María del autor Sergio Esquivel. Es de las últimas sobrevivientes de la Época de Oro del cine mexicano.

## Biografía y carrera
Imelda Miller es descendiente de hacendados yucatecos, quienes tenían propiedades en el municipio de Tepakán. Su abuelo, Ramón Mézquita Osorio, fue dueño de la hacienda de Poccheiná.
En la Ciudad de México se enamoró y vivió con el ventrílocuo Paco Miller, quien no quiso casarse con ella pese al embarazo de la intérprete. Cuando Paco quiso hacerlo, la diferencia de edades, él 48 y ella 19, y los varios divorcios de él fueron los motivos por los que Imelda ya no aceptó la propuesta, tan sólo tomó su apellido.
Representó a México en el Festival OTI 1973, llevado a cabo en Bello Horizonte, Brasil, interpretando el tema Qué alegre va María y, pese a que España estaba representada por Camilo Sesto, ganó el primer lugar en el festival. Aunque la carrera de Imelda se vio frustrada por problemas de adicción, pudo cosechar varios éxitos.

## Filmografía
- 1991 Yo no creo en los hombres (Serie de Tv)...Imelda

- Episode #1.1 (1991) ... Imelda
- 1982 Vividores de mujeres
- 1977 Variedades de media noche (Serie de TV)
- 1967 Un yucateco honoris causa
- 1966 El temerario
- 1966 Falsificadores asesinos
- 1965 Neutron Battles the Karate Assassins
- 1963 La culpa de los padres (Serie de TV)

- Episode #1.3 (1963)
- Episode #1.2 (1963)
- Episode #1.1 (1963)
- 1961 Locura de terror (sin crédito)

## Discografía
Ojos negros, cielo azul (1966)
- Ojos negros, cielo azul (Mario_Panzeri, Daniele_Pace, M. Salina)
- Hasta luego mi amor (Gerry Goffin, Carole King, Lolita De La Colina)
- Una aventura (Miguel Pous Ferrer)
- Una flor en el camino (Clavero, Cofiner)
- Como tú no hay ninguno (Franco_Migliacci, Vasalio, L. de la Colina)
- Yo soy la noche (Bruno_Canfora, Dino_Verde)
- Ay, ay, qué luna (Migliacci, Deddy, Hazlewood, Colina)
- Cuánto te quise (Buffoli, Palia, Vicini, L. de la Colina)
- Dame amor o dime adiós (Miguel Pous)
- La culpa del amor (Hank_Cochran, L. de la Colina)

Presentando a Imelda Miller (1967)
Título alternativo: Una noche no y otros éxitos con Imelda Miller
- Hacer llorar a un hombre (Reed, Callender, M. Molina Montes)
- Una noche no (Irene Pintor)
- Todo el mundo debe amar (Randazzo, Weinstein, Stallman, M. Molina Montes)
- Hoy (Imelda Miller)
- Coro de ángeles (Pino Donaggio)
- Te quiero ... te quiero ... te quiero ... te quiero ... ¡te quiero! (José A. Jiménez)
- Granada (Agustín Lara)
- Viento, tiempo, luna y sol (Saulo Sedano)
- Mi Dios (Marcela Galván (enlace roto disponible en Internet Archive; véase el historial, la primera versión y la última).)
- Sunny (B. Webb, Omero)
- Desear (Bardotti, Reverberi, Fuentes)
- Yo soy aquél (tú eres aquél) (Manuel Alejandro)

Soledad de dos (1968)
- Soledad de dos (Dino Ramos)
- Mirándote (Eduardo Magallanes)
- Si nos dejan (José A. Jiménez)
- Yo puedo darte más (D. A. D.)
- Si alguien me esperara (Yaco Monti, Dino Ramos)
- Amor desesperado (Yaco Monti, Dino Ramos)
- La misma gente (Indalecio Ramírez)
- Pensar (Yaco Monti)
- Urgencia (Indalecio Ramírez)
- Vete (A. Alcalde)
- Vacío (Irene Pintor)
- Tengo (A. Manzanero)

La voz inconcebible de Imelda Miller (1969)
- Un segundo (Ernesto Juárez (enlace roto disponible en Internet Archive; véase el historial, la primera versión y la última).)
- Hay que buscar un lugar ()
- Carcajada final (C. Curet Alonso)
- Un amor (Joaquín Prieto)
- A medias de la noche (Acosta, Villa)
- Puedo morir mañana (A. Manzanero)
- Píntame (Carlos Lico (enlace roto disponible en Internet Archive; véase el http://www.sacm.org.mx/archivos/biografias.asp?txtSocio=00347 (enlace roto disponible en Internet Archive; véase el [//web.archive.org/web/*/http://www.sacm.org.mx/archivos/biografias.asp?txtSocio=00347 historial, la primera versión y la última). historial], la http://www.sacm.org.mx/archivos/biografias.asp?txtSocio=00347 (enlace roto disponible en Internet Archive; véase el [//web.archive.org/web/*/http://www.sacm.org.mx/archivos/biografias.asp?txtSocio=00347 historial, la primera versión y la última). primera versión] y la http://www.sacm.org.mx/archivos/biografias.asp?txtSocio=00347 (enlace roto disponible en Internet Archive; véase el [//web.archive.org/web/*/http://www.sacm.org.mx/archivos/biografias.asp?txtSocio=00347 historial, la primera versión y la última). última]).)
- Qué ciego eres (la ciega) (Juan Acereto)
- Todo pasará (Leonardo Schultz)
- Candilejas (Charles Chaplin)
- Puede ser (Jorge Ortega, Victor Manuel Mato (enlace roto disponible en Internet Archive; véase el historial, la primera versión y la última).)
- Mal de amores (R. Fuentes, A. Cervantes)

Amor de pobre (1970)
- Amor de pobre (Pepe Ávila)
- Sin condiciones (Fishman, Mogol, Donida, Okamura)
- Volverte a ver (Indalecio Ramírez)
- El inventario (Mandy, Chico Novarro)
- Avísame (Adolfo Salas)
- El río y las rosas (Chico Novarro)
- La oración de mi amor (Mann, Tony Renis, Okamura)
- Sólo por ti (Johnny Zarzosa)
- Tengo ganas (Carlos Rigual (enlace roto disponible en Internet Archive; véase el historial, la primera versión y la última)., Mario Rigual)
- Yo te lloro (Irene Pintor)
- Sin mirar lo demás (Robertho Mona)
- Solamente yo (nadie más que yo) (Larry Moreno (enlace roto disponible en Internet Archive; véase el historial, la primera versión y la última).)

Tierra de mi tierra (1971)
- Tierra de mi tierra (E. Magallanes, M. Molina Montes-Magallanes)
- Hoy daría yo la vida (Bertinha, C. Curet Alonso)
- ¿Dónde está mi amor? (Chucho Ferrer)
- Que te lo cuente Paco (Pablo Espinoza)
- Estoy rogándole a Dios (Jonathan Zarzosa, Juan Carlos)
- Tú y yo (A. Manzanero)
- En mí (J. Ortega, M. Molina Montes)
- Sin salida (Rubén Fuentes)
- Vale la pena esperar (Luz Celenia Tirado)
- El Morral (Ensayo sobre la publicidad) (A. Ontiveros, E. Salas)

La hija de la obscuridad (1972)
- La hija de la obscuridad (Gladys di Ruggierio)
- Te propongo (Sandro, Anderle)
- Un golpe más (Dino Ramos)
- Day dream (Vicent, Van Holmen, Mackay, Okamura)
- Cosas (Taiguara, I. Miller)
- Como todos (Manuel Alejandro)
- Ruega por nosotros (Rubén Fuentes, A. Cervantes)
- Yo necesito platicar con Dios (Nelson Ned, Curet Alonso)
- Sí, sí, señor (S. E. Aute)
- Será, será (Nelson Ned, Curet Alonso)
- Soñé (Fuentes, Roth)

La banda dominguera (1972)
- La banda dominguera (Jorge Carlos)
- Morir por morir (Roberto Cantoral)
- Si me voy ... si te vas (E. Magallanes, J. López Lee)
- Hoy es diferente (Leonardo Bruno)
- La mitad (Concha Valdés Miranda)
- Juntos (I. Mezquita, L. Roberto García)
- Y volveré (Alan Barriere)
- El rincón (Fuentes, Miller)
- Algo que me une a ti (Maximiliano)
- Todo lo que tengo es tuyo (Mario Clavel, Poupee)
- Pase lo que pase ("Un jour come les autres") (Víctor Manuel Mato)
- Nosotros (Yves Dessca, Aldo Frank, Okamura)

Corazón vagabundo (1973)
- Corazón vagabundo (Petter, Petter)
- Amor mío (Mogol, L. Battista, I. Miller)
- El preso no. 9 (Roberto Cantoral)
- A veces (Héctor Meneses)
- El tiempo pasa (Chucho Zarzosa, López Lee)
- Qué le vas a dar (Enrique Novelo Navarro)
- La paz, el cielo y las estrellas (J. Moreno, I. Moreno, E. Rodway)
- Puerto Vallarta (Rubén Fuentes, Miller)
- Fuiste mío una vez (Felipe Gil, Vicente Suárez)
- Si crees que estoy llorando (Paco Bautista)
- María Antonieta (Jack de Niss-Lee, I. Miller)

Qué alegre va María (1973)
- Qué alegre va María (Celia Bonfil)
- Cuando se acerque tu noche (Héctor Meneses)
- La oración de mi amor (nueva versión) (Mann, Tony Renis, Okamura)
- You've Got a Friend (Carole King)
- Granada (nueva versión) (Agustín Lara)
- Voy a rifar mi corazón (Lindomar Castilho Letinho)
- Hoy (Eduardo Magallanes)
- La del rebozo blanco (Rubén Fuentes, R. Cárdenas)
- Devuélveme el corazón (Emma Elena Valdelamar)
- Nadie te puede amar ... igual que yo (más que yo) (Nelson Ned)
- Zacazonapan (Rubén Méndez)

¡La cantante de México! (1974)
- El rebelde (Manuel Pomián)
- Cuéntale (Alberto Bourbón)
- Somos (Mario Clavel)
- Más amor (I. Miller, R. Fuentes)
- No sé cómo amarlo (Tim Rice, Andrew Lloyd Webber)
- Camino (Eduardo Rodrigo)
- Cuando tu vuelvas (Imelda Miller)
- El amor es una cosa esplenderosa (Paul F. Webster, Sammy Fain)
- Una vida sin amor (Enrique Novelo Navarro)
- Jamás seré feliz (A. Toledano, J. Barnal, V. Buggy, Lope de Toledo)
- Mi corazón no se vende (José Antonio Raeza)

Mitad mujer, mitad gaviota (1977)
- Mi huella (Graciela A. de Tobón)
- Donde podré gritarte que te quiero (Leonor Porcella De Brea)
- Dos amores (J. Martínez)
- Si yo no fui tu esposa (Quiero ser tu esposa) (Rossana Rosas (enlace roto disponible en Internet Archive; véase el historial, la primera versión y la última).)
- Pobre don Simón
- A que no te vas (Manuel Alejandro)
- La saporrita (Juvenal Viloria)
- Mitad mujer, mitad gaviota (Lolita de la Colina)
- La historia de una niña enamorada (Imelda Miller, Sergio Bross, E. Magallanes)
- Este mundo es un lío (Danny Daniel, Donna Hightower)

Imelda Miller con mariachi, Los Reyes de Guadalajara (1978)
Título alternativo: La internacional
- El porqué de mi canto (Denice de Kalaffe)
- No renunciaré (J. Ruiz Venegas)
- Paloma del alma (Imelda Miller)
- Oye tú (Imelda Miller, Sergio Bross)
- Quién (Imelda Miller)
- Vete con tu rencor (Imelda Miller)
- Cu cu ru cu cu paloma (Tomás Méndez)
- La embarcación
- Dos arbolitos (Chucho Martínez Gil (enlace roto disponible en Internet Archive; véase el historial, la primera versión y la última).)
- Nunca más (Juan M. Delgado)

La casa extrañará (1978)
- La casa extrañará (Imelda Miller)
- Qué está pasando (Imelda Miller)
- Te amaré toda la vida (Enrique Novelo Navarro)
- Pensamiento cruel (G. Meccia, De la Colina)
- Acércate (Mary Triny)
- Rebelde ternurita (Verónica Merr)
- Voy a quitarme el luto (Concha Valdez Miranda)
- Un bosque verde ilusión (Verónica Merr)
- Dime, dime (Bernet, Miller)
- De aquí para allá (Imelda Miller)

Imelda Miller (1980)
- Siempre sola
- Ven junto a mí
- Me voy a sepultar esa ilusión
- Alguna vez
- Nunca dejaré de ser feliz
- El amor es libre
- Un ramito de violetas (Evangelina Sobredo)
- Nacidos para amar
- Qué bonito es despertar
- Amor se hizo para amar

Jilguero, canta jilguero (1980)
- Jilguero, canta jilguero (Imelda Miller)
- Un cariño nuevo (Imelda Miller)
- Como sabes (Imelda Miller)
- De aquí para allá (Imelda Miller)
- Si amanece (Manuel Alejandro)
- Paloma del alma (Imelda Miller)
- Me siento fácil (Lolita de la Colina)
- No sé por qué (Olinsser)
- Te buscaré (Imelda Miller)
- Cucurrucucú paloma (Tomás Méndez)

La hija de la obscuridad (1981)
- La hija de la obscuridad (Gladys di Ruggierio)
- Devuélveme el corazón (Ema Elena Valdemar)
- Yo te lloro (Irene Pintor)
- Será, será (Nelson Ned, Curet Alonso)
- Volverte a ver (Indalecio Ramírez)
- Voy a rifar mi corazón (Lindomar Castilho Letinho)
- Te propongo (Sandro, Anderle)
- Hoy (Eduardo Magallanes)
- Como todos (Manuel Alejandro)
- La banda dominguera (Jorge Carlos)

Pantera (1984)
- Quién (Doris Aghian)
- Como gato infiel (Roberto Terrazas)
- Y basta (Nicola Di Bari, Roberto Carlos)
- Canción de invierno (Roberto Terrazas)
- Imagínate (Felisatti, Figueroa)
- Pantera (Roberto Terrazas)
- Vives tan dentro de mí (Luis Demetrio)
- Ahora (Felisatti, R. Rodolfi)
- A quién voy a culpar (Amparo Rubín)
- Caliéntame (Lolita de la Colina)

Imelda Miller interpreta a Juan Gabriel (1984)
- No me vuelvo a enamorar
- La farsante
- Fue un placer conocerte
- Inocente pobre amiga
- No vale la pena
- Jamás me cansaré de ti
- Quizá mañana
- La diferencia
- Juro que nunca volveré
- Tenías que ser tan cruel
- Lágrimas y lluvia
- Tarde
- Se me olvidó otra vez
- Tú que fuiste

La voz de metal (1988)
- Golpe final (Imelda Miller)
- Soy la mujer (Imelda Miller, Cherie J. Vaughan)
- Cuando tú quieras (Imelda Miller)
- Yo pienso en ti (Imelda Miller)
- Angelitos negros (M. A. Maciste, A. Eloy Blanco)
- Cuerpo sin alma (Cassella, Lumberti, Cocciante, Piero, José)
- Y entonces (Imelda Miller)
- Cuando llegue la corriente (Imelda Miller)
- El amor (R. Pérez Botija)
- El viaje (Concha Valdéz Miranda)

Siempre (1997)
- Hipocresía (Girodano, Alfiere, Correa)
- Sabrá Dios (Álvaro Carrillo)
- Y háblame (Paco Michel)
- Te veré llorar (Abigail Martínez)
- Cancionero (Álvaro Carrillo)
- Hoy que faltas tú (Miguel Pous)
- Peleas (J. Amorín, Gouveia)
- Demasiado herida (Miguel A. Valenzuela, Roberto Galetto)
- Yo no creo en los hombres (Michael Gaytán)
- Si me comprendieras (José Antonio Méndez)

Duro y en contra de ellos (2001)
- Vete al polo sur (Héctor Meneses)
- Tres veces te engañé (Candelario Macedo)
- Se te cayó el cartel (Héctor Flores Osuna)
- Imbécil (Lupe Ramos)
- Cheque en blanco (Ema Elena Valdelamar)
- Entrégame las llaves (Héctor Flores Osuna)
- Me saludas a la tuya (Manuel Eduardo Toscano)
- A que no te vas (Manuel Alejandro, Ana Magdalena)
- Calla (Gardenia)
- Quién (Doris Aghian)
- Ni vales tanto (Imelda Miller)
- Pecado mortal (Doris Aghian)